# Libuše Nováková
Libuše Nováková provdaná Libuše Menclová (29. března 1924) je bývalá československá sportovkyně, diskařka. V roce 1952 se zúčastnila letních olympijských her v Helsinkách, kde skončila na 12. místě..

## Kariéra
V roce 1951 závodila za tým TÚTVS Praha. O rok později figuruje na výsledkových listinách pod týmem Pivovar Rybáře. V roce 1954 pak už jako vdaná závodila v družstvu Baník Karlovy Vary pod jménem Menclová-Nováková